# Architettura Open Source
L'Architettura Open Source (OSArc acronimo trasposto dal suo corrispettivo inglese Open Source Architecture) è un paradigma emergente che descrive nuovi metodi per la progettazione, costruzione e funzionamento degli edifici, le infrastrutture e gli spazi architettonici in generale. Prendendo spunto da svariate fonti quali, per esempio, la cultura open source, le teorie architettoniche d'avanguardia, la fantascienza, le teorie del linguaggio e molte altre, OSArc è caratterizzato da un approccio inclusivo alla progettazione degli spazi, dall'uso collaborativo dei software progettuali e dal funzionamento trasparente degli edifici e delle città durante il loro ciclo di vita.

## Concetto
Cucinare è spesso considerato una delle prime forme di open source: l'architettura vernacolare, condividendo in modo libero l'ottimizzazione delle tecnologie edilizie e producendo ricette per gli edifici di tutti i giorni, è un'altra forma antica di cultura open source a bassa tecnologia. Una forma contemporanea di architettura vernacolare open source è quella praticata dall'Open Architecture Network, fondato da Architecture for Humanity, la quale ha sostituito i vincoli tradizionali dei diritti d'autore con delle licenze Creative Commons, dando così libero accesso alle informazioni progettuali. In modo più ampio, OSArc si basa su una piattaforma digitale comune e sugli spazi condivisi del World Wide Web per favorire collaborazioni istantanee al di là dei consueti regimi di competizione e di profitto. Gli strumenti tradizionali della progettazione architettonica, disegni, piante eccetera, sono integrati e via via sostituiti da applicazioni software interattive che si avvalgono di dati relazionali e della connettività parametrica in rete.
OSArc non riguarda solamente la produzione; il modo in cui un determinato progetto è percepito, da parte della critica, del pubblico, della clientela e dei ricercatori, spesso può fare parte del processo progettuale, creando una sorta di circolo critico che può far decollare, o affondare, un'idea, e in definitiva può entrare a far parte integrante dello stesso processo.
OSArc sostituisce l'architettura statica, fatta di forme geometriche, con dei processi dinamici e partecipativi, network e sistemi informatici. I suoi sostenitori riconoscono una chiara dominanza del codice sulla materia, dei sistemi relazionali sulla composizione architettonica, dei network sulle griglie strutturali, della capacità di adattarsi sulla statica, della vita stessa rispetto alla pianificazione. Il suo fine è di trasformare l'architettura da un meccanismo produttivo immutabile, dall'alto verso il basso, in un sistema trasparente ed ecologico, inclusivo, dal basso verso l'alto anche se comprende ancora dei meccanismi dall'alto verso il basso.
OSArc si appoggia sia sui dilettanti; sia sull'esperienza dei professionisti, sia sulla genialità delle masse, sia su quella individuale, erodendo la distinzione binaria tra l'autore e la sua audience. 
Così come i software sociali, OSArc riconosce il ruolo fondamentale di tutti i partecipanti a ogni fase progettuale, dal committente ad altri tipi di comunità, dai progettisti agli utenti finali, e cerca di sfruttare al meglio l'incredibile capacità dei network di proporzionare i sistemi in modo efficace.

Custodendo i principi dell'accesso libero e della partecipazione pubblica, OSArc è tipicamente democratica, anche se bisogna dire che esistono varie sfaccettature politiche che vanno considerate, dal subdolo autoritarismo al consensualismo comunitario.
L'architettura open source rivoluziona tutte le fasi del processo edilizio tradizionale, dalla preparazione delle direttive di progetto alla demolizione e dalla programmazione al recupero e riuso, includendo i seguenti elementi: finanziamento, partecipazione, standard, progettazione, costruzione e uso.

## Finanziamento
Destabilizzando la tradizionale gerarchia feudale del committente/architetto/utente, gli ultimi modelli economici, come per esempio le microdonazioni incrementali e le strategie di crowdfunding come Sponsume e Kickstarter, offrono nuove vie per l'avvio e lo sviluppo di un progetto. Il finanziamento dei progetti privati si sposta sempre più verso lo spazio pubblico, offrendo la proprietà diffusa piuttosto che quella individuale; d'altra parte il finanziamento di progetti pubblici può derivare da un sistema più flessibile e comprensivo rispetto alle imposte e alla tassazione fiscale. OSArc è particolarmente adatta per quei costruttori, gli squatter, i rifugiati o l'esercito, che sono al di fuori dei meccanismi economici convenzionali.

## Partecipazione
L'edilizia tradizionale postula programmi di partecipazione in cui il pubblico deve essere 'consultato', spesso con strumenti rozzi come i gruppi di discussione. Questi spesso non rappresentano l'intera comunità e forniscono input limitati, o, peggio, danno sfogo a un'attitudine Non Nel Mio Cortile. Con i modelli economici di crowdfunding, i mezzi di partecipazione fanno parte dello stesso processo, favorendo un tipo di urbanizzazione emergente, in cui l'uso dello spazio è ottimizzato nei termini fissati dagli stessi utenti. Questa rivendicazione di potere popolare può essere interpretata come una leggera versione di Hacktivismo territoriale. OSArc probabilmente incontrerà alcune delle difficoltà organizzative tipiche dei software open source, quali la biforcazione dei progetti, l'abbandono degli stessi, l'emergenza di fazioni e un'incompatibilità con le strutture territoriali esistenti. Campagne organizzate all'insegna della paura, dell'incertezza e del dubbio saranno altrettanto probabili.

## Standard
Un importante aspetto di OSArc è l'emergenza di standard di collaborazione. La costituzione di standard comuni, aperti e modulari (come la griglia proposta dal progetto OpenStructures o anche da OpenSourcePlace) affronta i problemi di compatibilità dell'hardware e le interfacce tra i vari elementi, permettendo così una collaborazione collettiva attraverso le reti in cui ognuno progetta per l'altro. La costituzione di standard universali incoraggia anche la crescita delle reti di scambi non monetarie (conoscenze, elementi, pezzi, idee) e le collaborazioni a distanza.

## Progettazione
Grazie agli algoritmi che permettono la produzione di oggetti di design che sono imparentati fra loro, ma appartengono a categorie diverse, la personalizzazione di massa ha sostituito la standardizzazione. Gli strumenti di progettazione parametrica come Grasshopper, Generative Components, Revit e Digital Project permettono a nuovi gruppi di utenti di esplorare, modificare e interagire con il design virtuale, di sperimentare e collaudare una moltitudine di opzioni a un costo che non è mai stato così basso come oggi: i non addetti ai lavori diventano così soggetti partecipanti al processo decisionale del progetto, piuttosto che dei semplici consumatori. I codici e gli schemi open source permettono alle pluralità progettuali di condividere e comparare informazioni e ottimizzare collettivamente la produzione attraverso elementi modulati, accelerando così l'accumulazione storica di una cultura di fondo. BIM (Building Information Modeling), insieme con altri strumenti e modi simili di collaborazione, permette la co-localizzazione multidisciplinare delle informazioni di progetto e l'integrazione di una serie di piattaforme e programmi cronologici. La realizzazione rapida di prototipi e le tecnologie di stampa 3D permettono a un'audience sempre più vasta di produrre istantaneamente artefatti materici, sia rappresentativi sia funzionali, anche a scala architettonica.

## Costruzione
Lo spuntare del movimento Open Source Hardware permette la collaborazione e la condivisione dell'hardware utilizzato nella realizzazione di spazi cinetici o intelligenti, che integrano intimamente tra loro meccanismi, software e hardware. Attraverso i dati forniti da vari sensori e l'uso di questi strumenti, la progettazione diventa un continuo processo evolutivo piuttosto che una metodologia straordinaria e reinventata ogni volta, tipica dell'architettura tradizionale. Questo è anche un riconoscimento del fatto che la progettazicne è sempre stata un processo senza fine così come anche una collaborazione tra utilizzatori e progettisti. I sistemi operativi per le diverse fasi (progettuali, costruttive e d'uso) prendono la forma di piattaforme aperte che creano un vasto ecosistema di 'applicazioni'. Vari soggetti sono in competizione tra loro per diventare i Linux, i Facebook o gli iTunes del software architettonico occupandosi di platform plays a scale diverse piuttosto che alla tipica produzione di piante e sezioni. I sensori integrati e l'uso di computer assorbono sempre più i vari materiali all'interno del più ampio 'Internet delle cose', evolvendosi verso quello che Bruce Sterling ha definito: «un mondo di Spime». I materiali comunicano la loro posizione e il loro stato durante la loro manifattura e costruzione, aiutando il loro posizionamento, fissaggio e i susseguenti collaudi, continuando poi a comunicare con i database distribuiti lungo tutto il loro ciclo di vita.

## Uso
Gli OSArc di oggi permettono agli utenti di controllare e dare forma al loro ambiente personale. Come afferma John Habraken: «Abitare vuol dire progettare». Quest'aspetto è sottolineato dai moderni network sensibili, che trasmettono costantemente le loro proprietà, condizioni e vari attributi, spesso attraverso sistemi decentralizzati e autonomi. La varietà di utenti e utilizzatori fornisce cruciali informazioni sul funzionamento del sistema, spesso attraverso minuscoli dispositivi elettronici o telefoni cellulari, generando un crowdsourcing (come crowdfunding) fatto di una miriade di microdati in grado di diffondere informazioni accurate ed estese in tempo reale. La personalizzazione sostituisce la standardizzazione, poiché gli spazi sono 'in grado di riconoscere e rispondere in modo intelligente' ai singoli occupanti. La rappresentazione degli spazi diventa importante alla fine della fase costruttiva, tanto quanto durante la progettazione; il monitoraggio in tempo reale, il feedback e la visualizzazione dell'ambiente diventano parte integrante della vita degli oggetti e dello spazio architettonico. La manutenzione e la gestione diventano fasi estese e inseparabili dal processo edilizio; nell'universo di OSArc, costituito da continui cambiamenti evolutivi, un edificio non è mai 'finito'.
Se gli edifici e le città di domani saranno come dei 'computer in cui vivere' (con le dovute scuse a Le Corbusier), OSArc offre una struttura aperta e di collaborazione per la scrittura del loro sistema operativo.